# 24 Heures du Mans 1996
Navigation
Édition précédente Édition suivante
Les 24 Heures du Mans 1996 sont la 64e édition de l'épreuve et se déroulent les 15 et 16 juin 1996 sur le circuit de la Sarthe.

## Nombre de pilotes qualifiés pour la course
Lors de cette édition 1996 des 24 Heures du Mans, 144 pilotes sont au départ de l'épreuve.
| 45 Français     | 18 Britanniques | 15 Japonais   | 13 Américains | 7 Allemands   |
| 7 Belges        | 7 Italiens      | 4 Autrichiens | 4 Brésiliens  | 3 Néerlandais |
| 3 Néo-Zélandais | 3 Suédois       | 3 Suisses     | 2 Canadiens   | 2 Espagnols   |
| 2 Finlandais    | 2 Sud-Africains | 1 Australien  | 1 Danois      | 1 Monégasque  |
| 1 Vénézuélien   |                 |               |               |               |

## Déroulement de la course

### Classements intermédiaires
| Pos. | Après la 1re heure | Après la 1re heure                                                | Après 6 heures | Après 6 heures                                                       | Après 12 heures | Après 12 heures                                                      | Après 18 heures | Après 18 heures                                                      |
| Pos. | n°                 | Voiture / Pilotes                                                 | n°             | Voiture / Pilotes                                                    | n°              | Voiture / Pilotes                                                    | n°              | Voiture / Pilotes                                                    |
| ---- | ------------------ | ----------------------------------------------------------------- | -------------- | -------------------------------------------------------------------- | --------------- | -------------------------------------------------------------------- | --------------- | -------------------------------------------------------------------- |
| 1    | 7                  | Joest Racing TWR Porsche WSC-95 (LMP1) Jones - Wurz - Reuter      | 7              | Joest Racing TWR Porsche WSC-95 (LMP1) Jones - Wurz - Reuter         | 7               | Joest Racing TWR Porsche WSC-95 (LMP1) Jones - Wurz - Reuter         | 7               | Joest Racing TWR Porsche WSC-95 (LMP1) Jones - Wurz - Reuter         |
| 2    | 8                  | Joest Racing TWR Porsche WSC-95 (LMP1) Alboreto - Martini - Theys | 25             | Porsche AG Porsche 911 GT1 (GT1) Stuck - Boutsen - Wollek            | 25              | Porsche AG Porsche 911 GT1 (GT1) Stuck - Boutsen - Wollek            | 25              | Porsche AG Porsche 911 GT1 (GT1) Stuck - Boutsen - Wollek            |
| 3    | 26                 | Porsche AG Porsche 911 GT1 (GT1) Wendlinger - Dalmas - Goodyear   | 8              | Joest Racing TWR Porsche WSC-95 (LMP1) Alboreto - Martini - Theys    | 8               | Joest Racing TWR Porsche WSC-95 (LMP1) Alboreto - Martini - Theys    | 8               | Joest Racing TWR Porsche WSC-95 (LMP1) Alboreto - Martini - Theys    |
| 4    | 3                  | Courage Compétition Courage C36 (LMP1) Cottaz - Alliot - Policand | 26             | Porsche AG Porsche 911 GT1 (GT1) Wendlinger - Dalmas - Goodyear      | 3               | Courage Compétition Courage C36 (LMP1) Cottaz - Alliot - Policand    | 33              | Gulf Racing / GTC Racing McLaren F1 GTR (GT1) Bellm - Weaver - Lehto |
| 5    | 25                 | Porsche AG Porsche 911 GT1 (GT1) Stuck - Boutsen - Wollek         | 33             | Gulf Racing / GTC Racing McLaren F1 GTR (GT1) Bellm - Weaver - Lehto | 33              | Gulf Racing / GTC Racing McLaren F1 GTR (GT1) Bellm - Weaver - Lehto | 26              | Porsche AG Porsche 911 GT1 (GT1) Wendlinger - Dalmas - Goodyear      |

### Classement final de la course

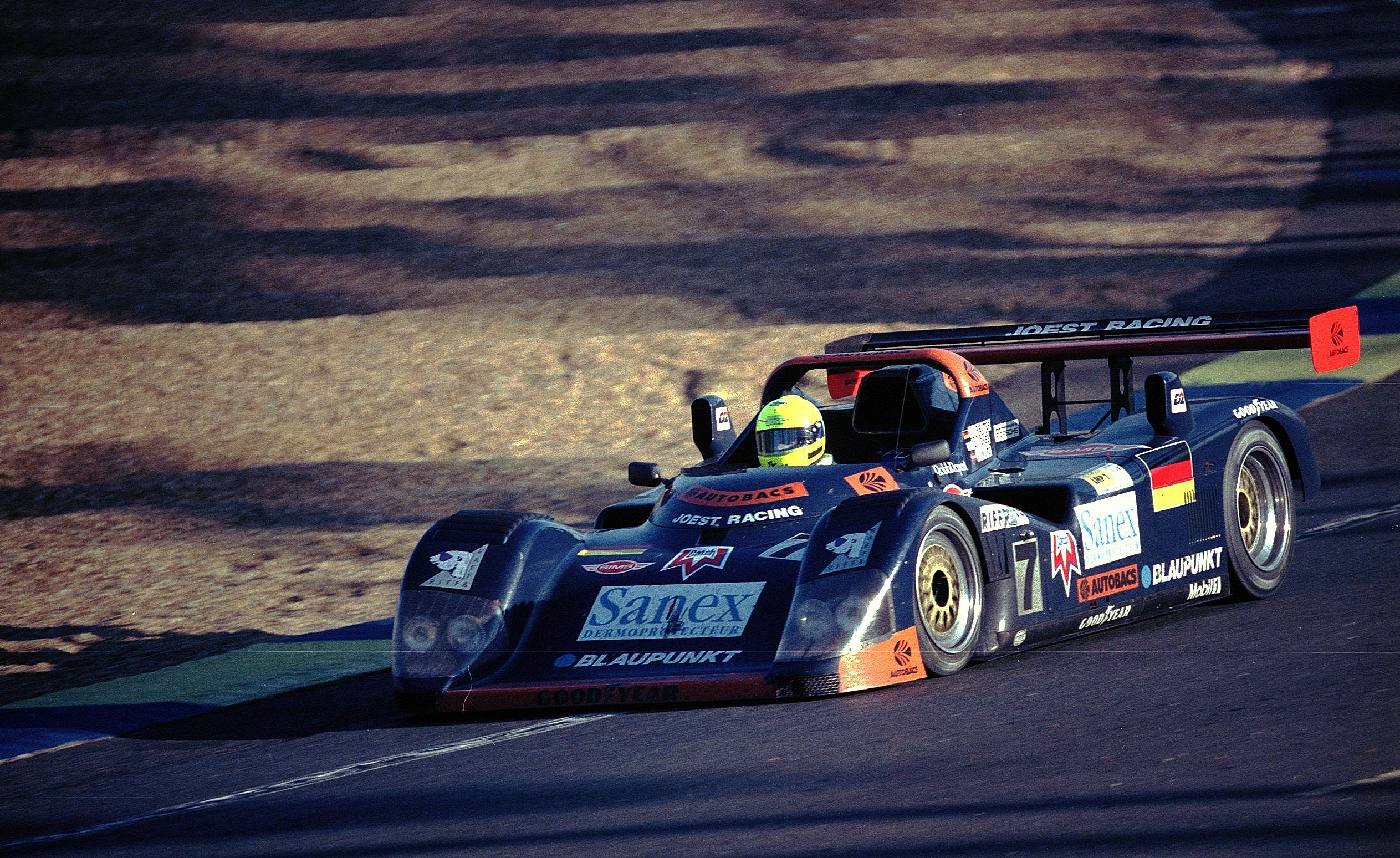
La TWR Porsche WSC-95, victorieuse de l'édition 1996.

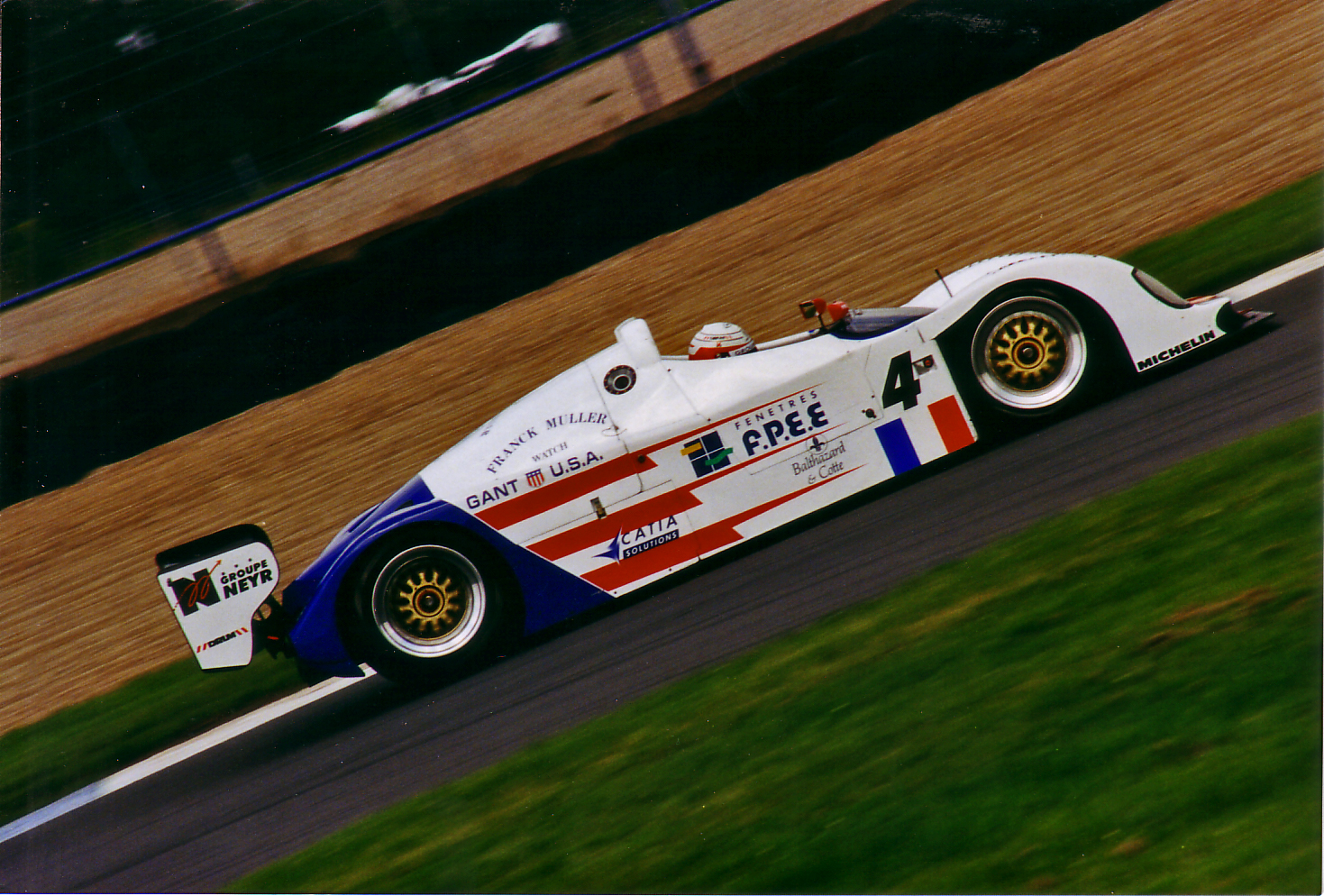
Courage C36-Porsche.

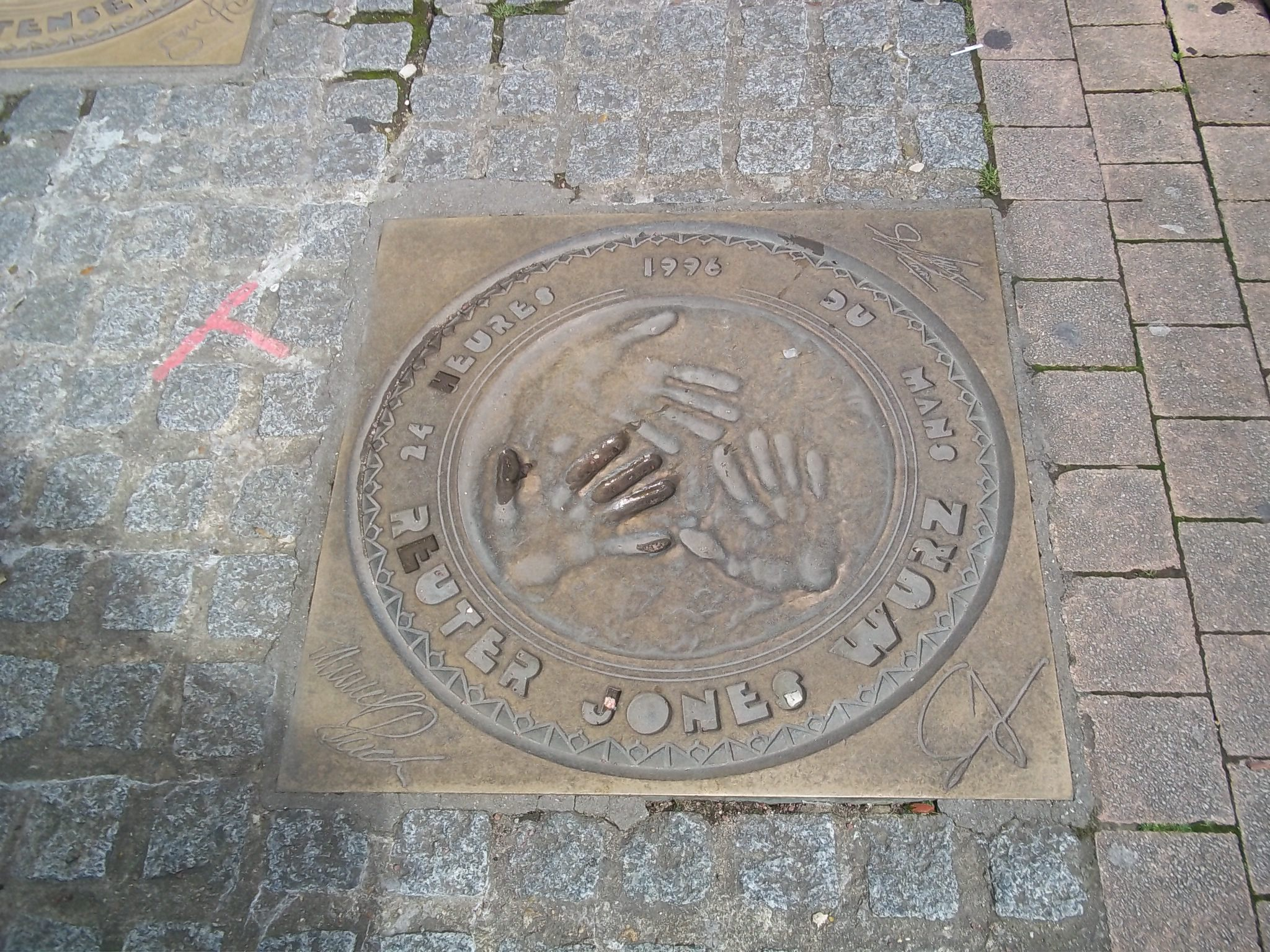
Les vainqueurs de l'édition 1996.

Voici le classement officiel au terme des 24 heures de course.
- Les vainqueurs de chaque catégorie sont signalés par un fond jauni.
- Pour la colonne Pneus, il faut passer le curseur au-dessus du modèle pour connaître le manufacturier de pneumatiques.

| Pos. | Catégorie | N° | Écurie                                     | Pilotes                                                | Châssis                            | Pneus | Tours |
| Pos. | Catégorie | N° | Écurie                                     | Pilotes                                                | Moteur                             | Pneus | Tours |
| ---- | --------- | -- | ------------------------------------------ | ------------------------------------------------------ | ---------------------------------- | ----- | ----- |
| 1    | LMP1      | 7  | Joest Racing                               | Davy Jones Alexander Wurz Manuel Reuter                | TWR Porsche WSC-95                 | G     | 354   |
| 1    | LMP1      | 7  | Joest Racing                               | Davy Jones Alexander Wurz Manuel Reuter                | Porsche Type-935 3.0L Turbo Flat-6 | G     | 354   |
| 2    | GT1       | 25 | Porsche AG                                 | Hans-Joachim Stuck Thierry Boutsen Bob Wollek          | Porsche 911 GT1                    | M     | 353   |
| 2    | GT1       | 25 | Porsche AG                                 | Hans-Joachim Stuck Thierry Boutsen Bob Wollek          | Porsche 3.2L Turbo Flat-6          | M     | 353   |
| 3    | GT1       | 26 | Porsche AG                                 | Karl Wendlinger Yannick Dalmas Scott Goodyear          | Porsche 911 GT1                    | M     | 341   |
| 3    | GT1       | 26 | Porsche AG                                 | Karl Wendlinger Yannick Dalmas Scott Goodyear          | Porsche 3.2L Turbo Flat-6          | M     | 341   |
| 4    | GT1       | 30 | West Competition David Price Racing        | John Nielsen Dr. Thomas Bscher Peter Kox               | McLaren F1 GTR                     | G     | 338   |
| 4    | GT1       | 30 | West Competition David Price Racing        | John Nielsen Dr. Thomas Bscher Peter Kox               | BMW S70 6.1L V12                   | G     | 338   |
| 5    | GT1       | 34 | Gulf Racing GTC Racing                     | Pierre-Henri Raphanel Lindsay Owen-Jones David Brabham | McLaren F1 GTR                     | M     | 335   |
| 5    | GT1       | 34 | Gulf Racing GTC Racing                     | Pierre-Henri Raphanel Lindsay Owen-Jones David Brabham | BMW S70 6.1L V12                   | M     | 335   |
| 6    | GT1       | 29 | Harrods Mach One Racing David Price Racing | Andy Wallace Olivier Grouillard Derek Bell             | McLaren F1 GTR                     | G     | 328   |
| 6    | GT1       | 29 | Harrods Mach One Racing David Price Racing | Andy Wallace Olivier Grouillard Derek Bell             | BMW S70 6.1L V12                   | G     | 328   |
| 7    | LMP1      | 5  | Courage Compétition                        | Henri Pescarolo Franck Lagorce Emmanuel Collard        | Courage C36                        | M     | 327   |
| 7    | LMP1      | 5  | Courage Compétition                        | Henri Pescarolo Franck Lagorce Emmanuel Collard        | Porsche Type-935 3.0L Turbo Flat-6 | M     | 327   |
| 8    | GT1       | 39 | Team Bigazzi SRL Team BMW Motorsport       | Nelson Piquet Johnny Cecotto Danny Sullivan            | McLaren F1 GTR                     | M     | 324   |
| 8    | GT1       | 39 | Team Bigazzi SRL Team BMW Motorsport       | Nelson Piquet Johnny Cecotto Danny Sullivan            | BMW S70 6.1L V12                   | M     | 324   |
| 9    | GT1       | 33 | Gulf Racing GTC Racing                     | Ray Bellm James Weaver JJ Lehto                        | McLaren F1 GTR                     | M     | 323   |
| 9    | GT1       | 33 | Gulf Racing GTC Racing                     | Ray Bellm James Weaver JJ Lehto                        | BMW S70 6.1L V12                   | M     | 323   |
| 10   | GT1       | 48 | Canaska Southwind Motorsport               | Price Cobb Shawn Hendricks Mark Dismore                | Chrysler Viper GTS-R               | M     | 320   |
| 10   | GT1       | 48 | Canaska Southwind Motorsport               | Price Cobb Shawn Hendricks Mark Dismore                | Chrysler 356-T6 8.0L V10           | M     | 320   |
| 11   | GT1       | 38 | Team Bigazzi SRL Team BMW Motorsport       | Jacques Laffite Steve Soper Marc Duez                  | McLaren F1 GTR                     | M     | 318   |
| 11   | GT1       | 38 | Team Bigazzi SRL Team BMW Motorsport       | Jacques Laffite Steve Soper Marc Duez                  | BMW S70 6.1L V12                   | M     | 318   |
| 12   | GT2       | 79 | Roock Racing Team                          | Guy Martinolle Ralf Kelleners Bruno Eichmann (de)      | Porsche 911 GT2 (993)              | M     | 317   |
| 12   | GT2       | 79 | Roock Racing Team                          | Guy Martinolle Ralf Kelleners Bruno Eichmann (de)      | Porsche 3.6L Turbo Flat-6          | M     | 317   |
| 13   | LMP1      | 4  | Courage Compétition                        | Mario Andretti Jan Lammers Derek Warwick               | Courage C36                        | M     | 315   |
| 13   | LMP1      | 4  | Courage Compétition                        | Mario Andretti Jan Lammers Derek Warwick               | Porsche Type-935 3.0L Turbo Flat-6 | M     | 315   |
| 14   | GT2       | 71 | New Hardware Racing Parr Motorsport        | Bill Farmer Greg Murphy (en) Robert Nearn              | Porsche 911 GT2 (993)              | P     | 313   |
| 14   | GT2       | 71 | New Hardware Racing Parr Motorsport        | Bill Farmer Greg Murphy (en) Robert Nearn              | Porsche 3.6L Turbo Flat-6          | P     | 313   |
| 15   | GT1       | 23 | NISMO                                      | Kazuyoshi Hoshino Masahiro Hasemi Toshio Suzuki        | Nissan Skyline GT-R LM             | B     | 307   |
| 15   | GT1       | 23 | NISMO                                      | Kazuyoshi Hoshino Masahiro Hasemi Toshio Suzuki        | Nissan 2.8L Turbo I6               | B     | 307   |
| 16   | GT2       | 75 | Team Kunimitsu Honda                       | Kunimitsu Takahashi Keiichi Tsuchiya Akira Iida        | Honda NSX                          | Y     | 305   |
| 16   | GT2       | 75 | Team Kunimitsu Honda                       | Kunimitsu Takahashi Keiichi Tsuchiya Akira Iida        | Honda 3.0L V6                      | Y     | 305   |
| 17   | GT2       | 83 | New Hardware Racing Parr Motorsport        | Stéphane Ortelli Andy Pilgrim Andrew Bagnall           | Porsche 911 GT2 (993)              | P     | 299   |
| 17   | GT2       | 83 | New Hardware Racing Parr Motorsport        | Stéphane Ortelli Andy Pilgrim Andrew Bagnall           | Porsche 3.6L Turbo Flat-6          | P     | 299   |
| 18   | GT2       | 77 | Seikel Motorsport                          | Guy Fuster Manfred Jurasz Takaji Suzuki                | Porsche 911 GT2 (993)              | P     | 297   |
| 18   | GT2       | 77 | Seikel Motorsport                          | Guy Fuster Manfred Jurasz Takaji Suzuki                | Porsche 3.6L Turbo Flat-6          | P     | 297   |
| 19   | GT1       | 28 | Newcastle United Lister                    | Geoff Lees Tiff Needell Anthony Reid                   | Lister Storm GTS                   | M     | 295   |
| 19   | GT1       | 28 | Newcastle United Lister                    | Geoff Lees Tiff Needell Anthony Reid                   | Jaguar 7.0L V12                    | M     | 295   |
| 20   | GT2       | 82 | Larbre Compétition                         | Patrice Goueslard André Ahrlé Patrick Bourdais         | Porsche 911 GT2 (993)              | M     | 284   |
| 20   | GT2       | 82 | Larbre Compétition                         | Patrice Goueslard André Ahrlé Patrick Bourdais         | Porsche 3.6L Turbo Flat-6          | M     | 284   |
| 21   | GT1       | 50 | Viper Team Oreca                           | Philippe Gache Eric Hélary Olivier Beretta             | Chrysler Viper GTS-R               | M     | 283   |
| 21   | GT1       | 50 | Viper Team Oreca                           | Philippe Gache Eric Hélary Olivier Beretta             | Chrysler 356-T6 8.0L V10           | M     | 283   |
| 22   | GT1       | 27 | Chereau Sports Larbre Compétition          | Jean-Luc Chéreau Pierre Yver Jack Leconte              | Porsche 911 GT2 Evo                | M     | 279   |
| 22   | GT1       | 27 | Chereau Sports Larbre Compétition          | Jean-Luc Chéreau Pierre Yver Jack Leconte              | Porsche 3.6L Turbo Flat-6          | M     | 279   |
| 23   | GT1       | 49 | Canaska Southwind Motorsport               | Alain Cudini Victor Sifton John Morton                 | Chrysler Viper GTS-R               | M     | 269   |
| 23   | GT1       | 49 | Canaska Southwind Motorsport               | Alain Cudini Victor Sifton John Morton                 | Chrysler 356-T6 8.0L V10           | M     | 269   |
| 24   | GT1       | 46 | Team Menicon SARD Co. Ltd.                 | Alain Ferté Mauro Martini Pascal Fabre                 | SARD MC8-R                         | D     | 256   |
| 24   | GT1       | 46 | Team Menicon SARD Co. Ltd.                 | Alain Ferté Mauro Martini Pascal Fabre                 | Toyota 4.0L Turbo V8               | D     | 256   |
| 25   | LMP2      | 20 | Mazdaspeed Co. Ltd.                        | Yojiro Terada Jim Downing Franck Fréon                 | Kudzu DLM                          | G     | 251   |
| 25   | LMP2      | 20 | Mazdaspeed Co. Ltd.                        | Yojiro Terada Jim Downing Franck Fréon                 | Mazda 2.0L 3-Rotor                 | G     | 251   |
| Abd. | LMP1      | 8  | Joest Racing                               | Michele Alboreto Pierluigi Martini Didier Theys        | TWR Porsche WSC-95                 | G     | 300   |
| Abd. | LMP1      | 8  | Joest Racing                               | Michele Alboreto Pierluigi Martini Didier Theys        | Porsche Type-935 3.0L Turbo Flat-6 | G     | 300   |
| Abd. | LMP2      | 14 | Welter Racing SARL                         | Patrick Gonin Pierre Petit Marc Rostan                 | WR LM96                            | M     | 221   |
| Abd. | LMP2      | 14 | Welter Racing SARL                         | Patrick Gonin Pierre Petit Marc Rostan                 | Peugeot 2.0L Turbo I4              | M     | 221   |
| Abd. | LMP1      | 3  | Courage Compétition                        | Didier Cottaz Philippe Alliot Jérôme Policand          | Courage C36                        | M     | 215   |
| Abd. | LMP1      | 3  | Courage Compétition                        | Didier Cottaz Philippe Alliot Jérôme Policand          | Porsche Type-935 3.0L Turbo Flat-6 | M     | 215   |
| Abd. | GT1       | 22 | NISMO                                      | Aguri Suzuki Masahiko Kageyama Masahiko Kondo          | Nissan Skyline GT-R LM             | B     | 209   |
| Abd. | GT1       | 22 | NISMO                                      | Aguri Suzuki Masahiko Kageyama Masahiko Kondo          | Nissan 2.8L Turbo I6               | B     | 209   |
| Abd. | WSC       | 17 | Racing For Belgium Team Scandia            | Eric van de Poele Marc Goossens Éric Bachelart         | Ferrari 333 SP                     | P     | 208   |
| Abd. | WSC       | 17 | Racing For Belgium Team Scandia            | Eric van de Poele Marc Goossens Éric Bachelart         | Ferrari F310E 4.0L V12             | P     | 208   |
| Abd. | GT1       | 57 | Team SARD Toyota Co. Ltd.                  | Masanori Sekiya Hidetoshi Mitsusada Masami Kageyama    | Toyota Supra LM                    | D     | 205   |
| Abd. | GT1       | 57 | Team SARD Toyota Co. Ltd.                  | Masanori Sekiya Hidetoshi Mitsusada Masami Kageyama    | Toyota 3S-GTE 2.1L Turbo I4        | D     | 205   |
| Abd. | LMP2      | 15 | Welter Racing SARL                         | William David Sébastien Enjolras Arnaud Trévisiol      | WR LM96                            | M     | 162   |
| Abd. | LMP2      | 15 | Welter Racing SARL                         | William David Sébastien Enjolras Arnaud Trévisiol      | Peugeot 2.0L Turbo I4              | M     | 162   |
| Abd. | WSC       | 19 | Riley & Scott Cars Inc.                    | Wayne Taylor Scott Sharp Jim Pace                      | Riley & Scott MkIII                | P     | 157   |
| Abd. | WSC       | 19 | Riley & Scott Cars Inc.                    | Wayne Taylor Scott Sharp Jim Pace                      | Oldsmobile Aurora 4.0L V8          | P     | 157   |
| Abd. | GT1       | 53 | Kokusai Kaihatsu Racing Giroix Racing Team | Fabien Giroix Jean-Denis Delétraz Maurizio Sandro Sala | McLaren F1 GTR                     | M     | 146   |
| Abd. | GT1       | 53 | Kokusai Kaihatsu Racing Giroix Racing Team | Fabien Giroix Jean-Denis Delétraz Maurizio Sandro Sala | BMW S70 6.1L V12                   | M     | 146   |
| Abd. | GT1       | 59 | Ennea SRL Ferrari Club Italia              | Robin Donovan Piero Nappi Tetsuya Ota (en)             | Ferrari F40 GTE                    | P     | 129   |
| Abd. | GT1       | 59 | Ennea SRL Ferrari Club Italia              | Robin Donovan Piero Nappi Tetsuya Ota (en)             | Ferrari F120B 3.5L Turbo V8        | P     | 129   |
| Abd. | GT2       | 74 | Agusta Racing Team, Ltd.                   | Riccardo Agusta (de) Almo Coppelli Patrick Camus       | Callaway Corvette                  | D     | 114   |
| Abd. | GT2       | 74 | Agusta Racing Team, Ltd.                   | Riccardo Agusta (de) Almo Coppelli Patrick Camus       | Chevrolet 6.2L V8                  | D     | 114   |
| Abd. | LMP1      | 1  | Kremer Racing                              | Christophe Bouchut Jürgen Lässig Harri Toivonen        | Kremer K8 Spyder                   | G     | 110   |
| Abd. | LMP1      | 1  | Kremer Racing                              | Christophe Bouchut Jürgen Lässig Harri Toivonen        | Porsche Type-935 3.0L Turbo Flat-6 | G     | 110   |
| Abd. | GT1       | 37 | Konrad Motorsport                          | Franz Konrad Antonio Herrmann Wido Rössler             | Porsche 911 GT2 Evo                | M     | 107   |
| Abd. | GT1       | 37 | Konrad Motorsport                          | Franz Konrad Antonio Herrmann Wido Rössler             | Porsche 3.6L Turbo Flat-6          | M     | 107   |
| Abd. | GT1       | 44 | Ennea SRL Igol                             | Luciano della Noce Anders Olofsson Carl Rosenblad      | Ferrari F40 GTE                    | P     | 98    |
| Abd. | GT1       | 44 | Ennea SRL Igol                             | Luciano della Noce Anders Olofsson Carl Rosenblad      | Ferrari F120B 3.5L Turbo V8        | P     | 98    |
| Abd. | GT1       | 51 | Viper Team Oreca                           | Dominique Dupuy Perry McCarthy Justin Bell             | Chrysler Viper GTS-R               | M     | 96    |
| Abd. | GT1       | 51 | Viper Team Oreca                           | Dominique Dupuy Perry McCarthy Justin Bell             | Chrysler 356-T6 8.0L V10           | M     | 96    |
| Abd. | GT1       | 55 | Roock Racing Team                          | Jean-Pierre Jarier Jesús Pareja Dominic Chappell (en)  | Porsche 911 GT2 Evo                | M     | 93    |
| Abd. | GT1       | 55 | Roock Racing Team                          | Jean-Pierre Jarier Jesús Pareja Dominic Chappell (en)  | Porsche 3.6L Turbo Flat-6          | M     | 93    |
| Abd. | GT1       | 56 | Pilot Pen Racing                           | Michel Ferté Olivier Thévenin Nicolas Leboissetier     | Ferrari F40 LM                     | M     | 93    |
| Abd. | GT1       | 56 | Pilot Pen Racing                           | Michel Ferté Olivier Thévenin Nicolas Leboissetier     | Ferrari F120B 3.5L Turbo V8        | M     | 93    |
| Abd. | LMP1      | 2  | Kremer Racing                              | Steve Fossett George Fouché Stanley Dickens            | Kremer K8 Spyder                   | G     | 58    |
| Abd. | LMP1      | 2  | Kremer Racing                              | Steve Fossett George Fouché Stanley Dickens            | Porsche Type-935 3.0L Turbo Flat-6 | G     | 58    |
| Abd. | GT2       | 73 | Elf Haberthur Racing                       | Michel Neugarten Toni Seiler Bruno Ilien               | Porsche 911 GT2 (993)              | D     | 46    |
| Abd. | GT2       | 73 | Elf Haberthur Racing                       | Michel Neugarten Toni Seiler Bruno Ilien               | Porsche 3.6L Turbo Flat-6          | D     | 46    |
| Abd. | GT2       | 81 | Team Marcos                                | Cor Euser Thomas Erdos Pascal Dro                      | Marcos Mantara LM600               | D     | 40    |
| Abd. | GT2       | 81 | Team Marcos                                | Cor Euser Thomas Erdos Pascal Dro                      | Chevrolet 6.1L V8                  | D     | 40    |
| Abd. | GT1       | 45 | Ennea SRL Igol                             | Jean-Marc Gounon Éric Bernard Paul Belmondo            | Ferrari F40 GTE                    | P     | 40    |
| Abd. | GT1       | 45 | Ennea SRL Igol                             | Jean-Marc Gounon Éric Bernard Paul Belmondo            | Ferrari F120B 3.5L Turbo V8        | P     | 40    |
| Abd. | GT2       | 70 | EMKA Productions                           | Steve O'Rourke Guy Holmes Soames Langston              | Porsche 911 GT2 (993)              | D     | 32    |
| Abd. | GT2       | 70 | EMKA Productions                           | Steve O'Rourke Guy Holmes Soames Langston              | Porsche 3.6L Turbo Flat-6          | D     | 32    |
| Abd. | WSC       | 18 | Rocketsports Inc.                          | Andy Evans Yvan Muller Fermín Vélez                    | Ferrari 333 SP                     | P     | 31    |
| Abd. | WSC       | 18 | Rocketsports Inc.                          | Andy Evans Yvan Muller Fermín Vélez                    | Ferrari F130E 4.0L V12             | P     | 31    |

## Pole position et record du tour
- Pole position : Pierluigi Martini sur no 8 TWR - Joest Racing en 3 min 46 s 682.
- Meilleur tour en course : Eric van de Poele sur no 17 Ferrari 333 SP - Racing for Belgium en 3 min 46 s 958 au 213e tour.

## Tours en tête
- no 26 Porsche 911 GT1 - Porsche AG : 3 (1-2 /23)
- no 25 Porsche 911 GT1 - Porsche AG : 14 (3-5 / 11-12 / 68-71 / 259-263)
- no 8 WSC 95 - TWR - Joest Racing : 1 (6)
- no 7 WSC 95 - TWR - Joest Racing : 336 (7-10 / 13-22 / 24-67 / 72-258 / 264-354)

## À noter
- Longueur du circuit : 13,600 km
- Distance parcourue : 4 814,400 km
- Vitesse moyenne : 200,600 km/h
- Écart avec le 2e : 13,600 km
- 170 000 spectateurs